# Climatologia

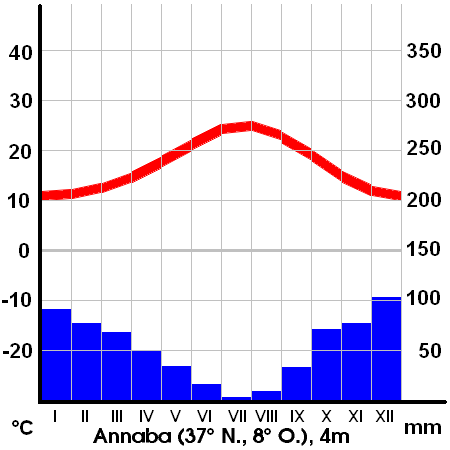
Climograma

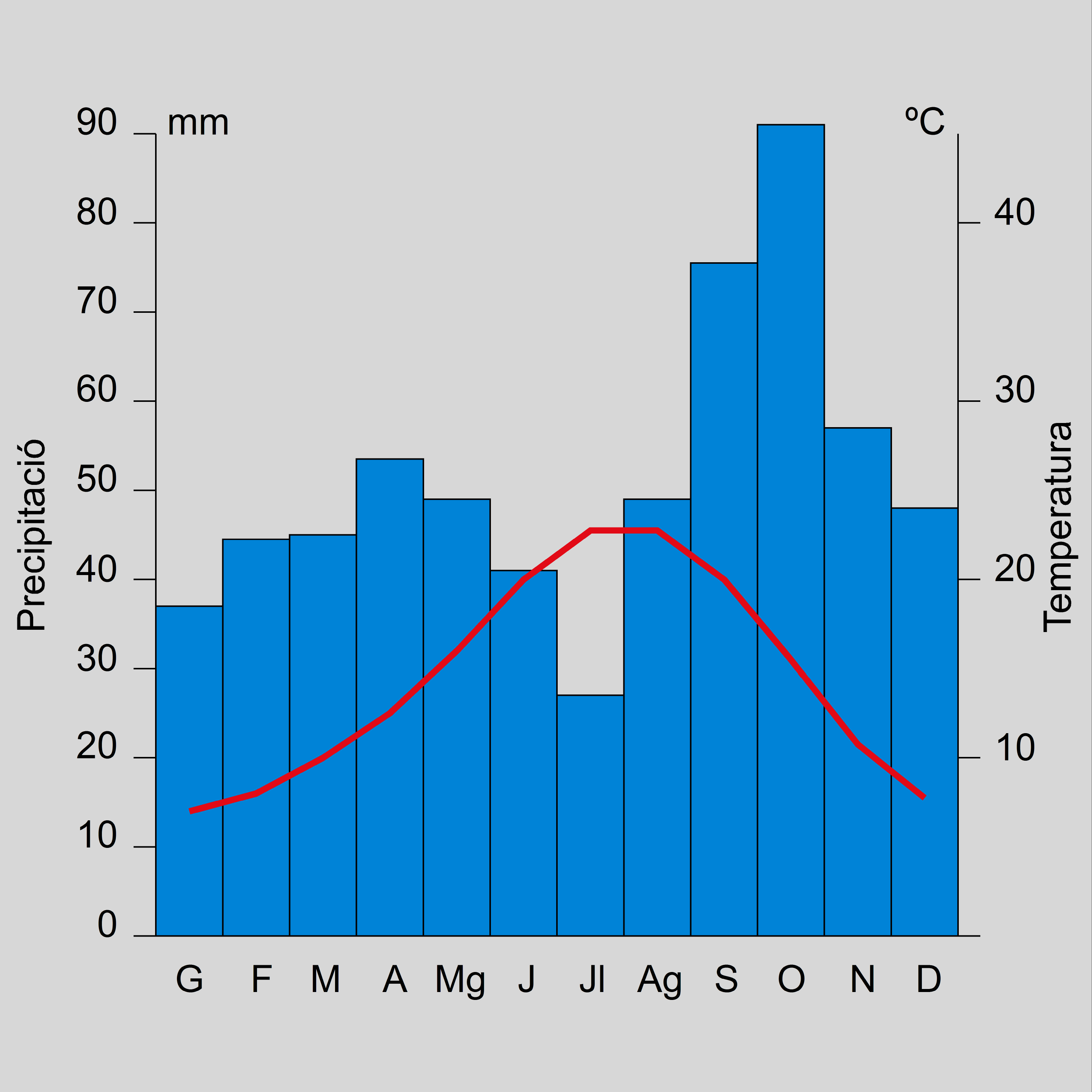
Diagrama ombrotèrmic o climograma de Barcelona

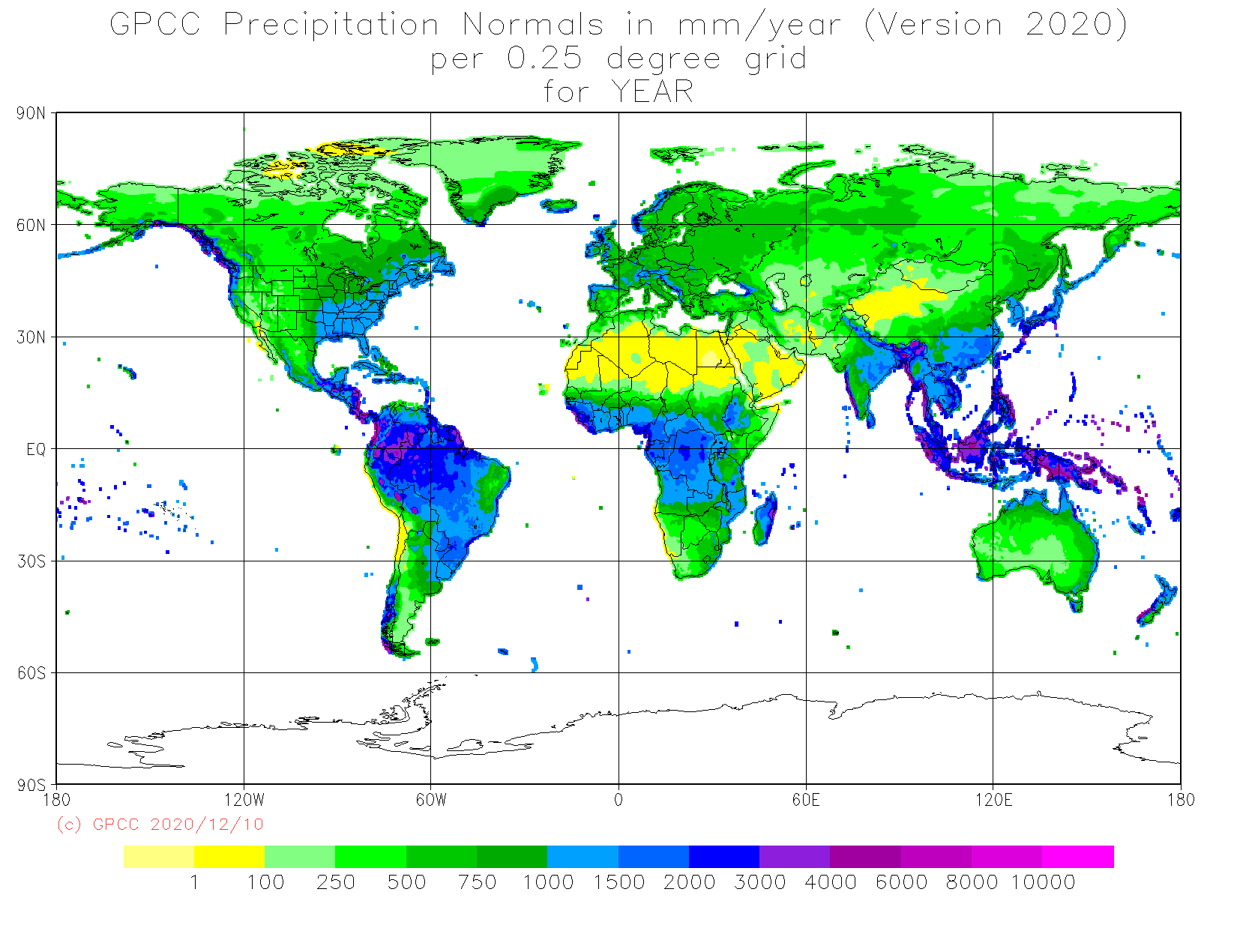
Mapa on es mostra la precipitació total anual mitjana (en mm) per al període de 1951 a 2000. Versió de 2020 publicada per l'Agència Meteorològica Alemanya i pel Global Precipitation Climatology Center (GPCC)

La climatologia (Geografia, Meteorologia, Ciències de la Terra) és la ciència que estudia els climes i els fenòmens atmosfèrics d’un país, a una latitud i a una altitud determinades. Ciència del clima que estudia els factors que el produeixen, els elements que el formen, la distribució que té sobre la superfície de la Terra i la influència que exerceix sobre els éssers vius. La climatologia opera amb dades procedents de les observacions meteorològiques durant llargs períodes (30-35 anys), de les quals extreu els valors mitjans i els valors extrems dels diferents elements, les oscil·lacions periòdiques i la freqüència o repetició dels fenòmens atmosfèrics; amb aquestes dades elabora mapes, gràfiques i diagrames que reflecteixin les condicions climàtiques d’un lloc determinat. La climatologia és en contacte amb la meteorologia i la geografia, però el factor geogràfic (localització en l'espai) n'és l’aspecte més important; es diferencia, però, de la meteorologia perquè estudia l’atmosfera només en l’àrea de contacte amb la superfície de la Terra, els fets normals que es repeteixen durant llargs períodes i les relacions dels fenòmens atmosfèrics amb altres fets que es produeixen a la Terra. Es considera una branca de les ciències de l'atmosfera i un subcamp de la geografia física, que és una de les ciències de la Terra. La climatologia actual inclou aspectes de l'oceanografia i la biogeoquímica. (en climatology; es climatología; fr climatologie).

## Utilitat científica
Els principals mètodes emprats pels climatòlegs són l'anàlisi de les observacions i la modelització de les lleis físiques que determinen el clima. Els principals temes de recerca són l'estudi de la variabilitat climàtica, els mecanismes del canvi climàtic i el canvi climàtic modern.
Els coneixements bàsics del clima es poden utilitzar en la previsió meteorològica a curt termini com és el cas dels fenòmens d'El Niño o oscil·lació del sud (ENSO), l'oscil·lació Madden-Julian (MJO), l'oscil·lació de l'Atlàntic Nord (NAO), l'oscil·lació de l'àrtic (AO), l'oscil·lació decennal del Pacífic (PDO) i l'oscil·lació Interdecennal del Pacífic (IPO).
Els models climàtics numèrics apliquen les mateixes lleis físiques que els models de predicció meteorològica, però cerquen la resposta a mig i a llarg termini en les dades i valors de les variables meteorològiques. Els models climàtics s'utilitzen per a diferents propòsits, des de l'estudi de la dinàmica del clima i el sistema climàtic, fins a les projeccions del clima en el futur.

## Temps i clima
Els conceptes de temps i clima fan referència a escales temporals diferents. Cal diferenciar la climatologia de la meteorologia. Les dues ciències tenen molts aspectes en comú, però la climatologia estudia el clima d'un lloc o regió mentre que la meteorologia estudia el temps atmosfèric. Per a estudiar un clima és necessària l'observació i el registre de dades durant un període de 30 a 40 anys. Les observacions de temperatura, precipitacions, humitat i tipus de temps es recullen en les estacions meteorològiques. Amb aquestes dades s'elaboren diagrames ombrotèrmics o climogrames.
El clima d'una zona no és més que la suma de les dades meteorològiques al llarg del temps. El conjunt de fenòmens meteorològics que caracteritzen les condicions habituals són els que conformen el clima en un estudi a llarg termini.

## Camps de la climatologia
- Climatologia analítica: se centra en els elements com l'aire, les precipitacions i la humitat i el treball estadístic que analitza la interrelació d'aquests elements. Basada en l'anàlisi estadística de les característiques climàtiques que es consideren més significatives. Es tracta bàsicament d'establir els valors mitjans dels elements atmosfèrics i establir la probabilitat que s'assoleixin determinats valors extrems.
- Climatologia dinàmica: estudi que neix als anys 60 (s.XX) i realitza simulacions mitjançant les quals estableix, també, com es produeix el canvi climàtic. Intenta proporcionar una visió dinàmica i de conjunt de les manifestacions canviants que es registren a l'atmosfera com una unitat física. Es proposa una explicació matemàtica de l'atmosfera mitjançant les lleis de la mecànica de fluids i la termodinàmica.[14]
- Climatologia sinòptica: es basa en lanàlisi de la configuració dels elements atmosfèrics en un espai tridimensional i a unes hores concretes i de la seva evolució. A partir d´aquesta anàlisi, es pretenen descobrir lleis empíriques i incrementar el coneixement sobre l'atmosfera. Estudi de conjunt dels elements climàtics que afecten una àrea extensa en un moment determinat. Hom indica cadascun dels elements sobre les cartes sinòptiques i precisa els llocs que registren els mateixos valors, mitjançant les isolínies (isòbares, isotermes, isoietes), i també la presència d'altres meteors (neu, boira). Es tracta d’una visió global i estàtica que no té en compte la formació i l'evolució dels fenòmens atmosfèrics, però forneix el material bàsic per als estudis de síntesi[15]
- Paleoclimatologia: estudia com era el clima en el passat, tenint en compte per a això tota evidència que ha quedat reflectida en els fòssils i les roques.[16]
- La climatologia de la capa límit s'ocupa preocupada pels intercanvis d'aigua, energia i l'impacte prop de la superfície. Els subcamps més importants són la climatologia física, la climatologia dels tornados, la climatologia regional, la bioclimatologia. La climatologia sinòptica i la climatologia dinàmica, sovint també són considerades subcamps de la climatologia. L'estudi del cicle hidrològic a llargues escales de temps s'anomena hidroclimatologia, particularment quan s'estudien els efectes del canvi climàtic sobre el cicle de l'aigua.[17]

## El sistema climàtic
El sistema climàtic fou definit en un document elaborat pel GARP (Global Atmospheric Research Program) de l'Organització Meteorològica Mundial, l’any 1975, com el sistema format per l'atmosfera, la hidrosfera, la criosfera, la litosfera i la biosfera. Posteriorment, el Conveni Marc de les Nacions Unides sobre el Canvi Climàtic, signat a Rio de Janeiro l’any 1992, defineix el sistema climàtic com l’atmosfera, la hidrosfera, la biosfera i la geosfera i les seves interaccions. Encara que ambdues definicions són molt semblants, la darrera posa èmfasi en les "interaccions", un dels trets més característics del sistema climàtic. L’atmosfera, el sòl, els oceans, la superfície de l’aigua, la superfície coberta pel gel i la neu, la vegetació i altres éssers vius a l’oceà i al sòl, estan fortament acoblats al sistema i és justament aquest acoblament, el que fa molt complicada la comprensió de com funciona el sistema i alhora fa difícil la seva modelització.

## Models climàtics

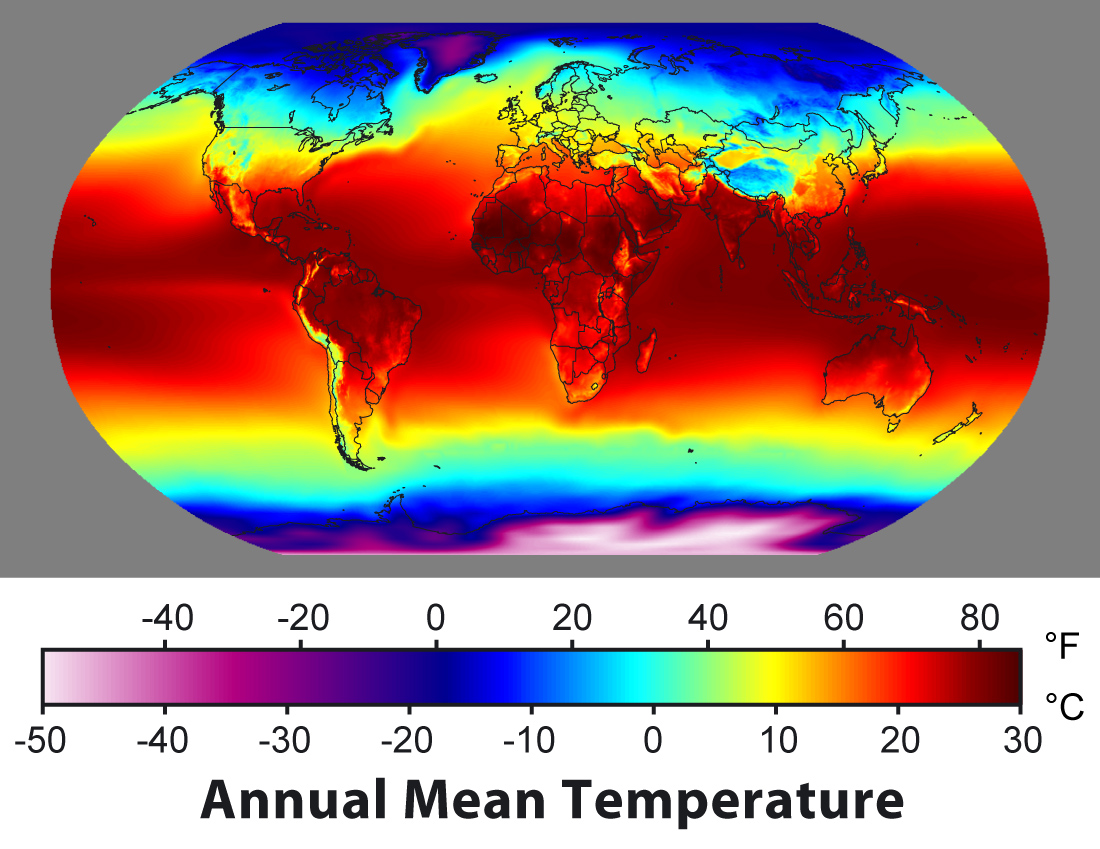
Mapa de la temperatura mitjana a la Terra elaborat amb dades registrades en un període de 30 anys.

Els científics utilitzen models climàtics per entendre sistemes terrestres complexos. Aquests models els permeten provar hipòtesis i extreure conclusions sobre sistemes climàtics passats i futurs. Això pot ajudar a determinar si els esdeveniments meteorològics anormals o les tempestes són el resultat de canvis en el clima o només són una part de la variació climàtica habitual.
- Els models de balanç energètic ajuden a predir els canvis climàtics resultants del balanç energètic de la Terra. Aquest model té en compte les temperatures superficials provinents de l'energia solar, l'albedo o la reflectivitat, i el refredament natural del terreny que emet calor cap a l'espai.
- Els models de complexitat intermèdia són similars als models de balanç energètic, però inclouen i combinen diverses estructures geogràfiques de la Terra, com ara els sòls, els oceans i les característiques del gel.
- Els models de circulació general són els models més complexos i precisos per entendre els sistemes climàtics i predir el canvi climàtic. Aquests models inclouen informació sobre la química atmosfèrica, el tipus de terreny (sòl), el cicle del carboni, la circulació oceànica i la composició de la zona glacial.[19]

## Història
Els primers estudis de la distribució de la llum solar al llarg de la superfície de la Terra va ser feta per Eratòstenes (segle III a.C), que va mesurar les ombres de dos pols verticals a diferents latituds durant el solstici d'estiu i va deduir amb estimacions impressionantment precises la forma esfèrica de la Terra (Roller et al., 2010; Torretti,2007).
Els grecs van assenyalar que les postes al seu sud i les regions fredes al seu nord eren en realitat una expressió dels diferents angles d'incidència de la llum solar a diferents latituds (Edwards, 2011; Miller, 2005).[…] els filòsofs grecs ja estaven familiaritzats amb aquests efectes, tal com demostren els estudis d`Hipòcrates, que va fer observacions notables de la salut humana en funció del clima, estacionalitat i esdeveniments meteorològics al segle IV a.C (Falagas et al., 2010; McMichaeli Woodruff, 2005).
Parmènides d'Elea al segle V a.C, que va suggerir les següents franges climàtiques: fred a la part superior i inferior de la Terra, vents torrencials i precipitacions a la regió equatorial, i dues zones habitables a latituds mitjanes on, òbviament, es trobava Grècia (Talbert,2014; Roller et al., 2010).
Els xinesos van començar a observar els esdeveniments meteorològics, com ara tifons, sequeres, inundacions i a investigar els seus efectes sobre les pràctiques culturals i els impactes sobre les collites (Louie i Liu,2003; Wright i Nyberg, 2015; Miller, 2005). A centre-amèrica, la cultura olmeca (segle II a.C) ja reconeixia la inﬂuència dels huracans en el seu desenvolupament com a civilització i van construir al seu voltant un imaginari climàtic-religiós (Melgarejo Vjo-vanco, 1975).
Segons diverses discussions sobre la història del clima (Miller, 2005; Heymann, 2010; Ed-barris, 2011; Barry, 2013), la climatologia no va evolucionar gaire fins al temps medieval quan Roger Bacon va recollir la concepció de les zones climàtiques dels grecs i la va regenerar en un model amb divisions més precises del clima, elaborant-lo sobre la percepció del moviment del Sol i les seves implicacions sobre un cos simètric com la Terra. També va observar les propietats òptiques de les gotes d'aigua a l'aire. Bacon va escriure: “Sed tamen hoc potest esse in climatibus notis, quae septem vocantur, sed non oportet quod sit in omnibus regionibus a medio mundi usque ad polum” (Ponts, 1900, pàg. 181) inferint que hi havia set regions climàtiques, però no va dir que només aquests set climes caracteritzaven tota la Terra des de l'equador fins als pols, obrint la qüestió a una exploració addicional dels climes.

### Climatologia moderna
Cap al 1720, James Jurin va ser el primer que va aconseguir organitzar un sistema per a recopilar dades meteorològiques en diversos llocs (Landsberg, 1964), i va ser el 1780 quan es va fundar la primera societat meteorològica: la "Societas Meteorologica Palatina", a Alemanya, que va recopilar informació meteorològica de diverses estacions d'Europa (Kington,1974). Segons Landsberg (1964) és al segle xviii quan la climatologia és clarament reconeguda com a ciència.
Amb la creixent popularitat del termòmetre i el baròmetre inventats a mitjans del segle xvi, les observacions meteorològiques també van augmentar i la percepció pública del clima les va fer més necessàries (Heymann, 2010). Aquest context va donar lloc a una anàlisi posterior de les dades i reconeixement de patrons que eventualment portarien a models millor formulats. Un gran exemple d'això van ser les primeres isotermes en un mapa, que van ser dibuixades per Alexander von Humboldt (1817) per tal de mostrar la distribució de calor al planeta. Va descriure el clima com un conjunt de variacions atmosfèriques que tenen la capacitat de ser percebudes pels sentits humans. En aquest sentit, la majoria dels esforços sobre els estudis climàtics es van centrar a identificar la distribució particular d'aquests paràmetres en diferents llocs i regions (Heymann, 2010).
Edmond Halley (1753) va proposar una explicació per als vents alisis mitjançant la creació d'un model conceptual de dos cèl·lules atmosfèriques formades per masses d'aire càlid a la superfície de l'equador que s'eleven i transporten aigua i calor cap als pols. Més tard, John Hadley (1735) va estudiar les implicacions de les masses d'aire circulant dins d'una Terra en rotació i va conceptualitzar l'efecte coriolis [...].Hadley va observar desviacions i no va ser fins al 1836 quan Gaspard-Gustave Coriolis en va suggerir una descripció matemàtica. William Ferrel va afegir una segona i una tercera cèl·lula de circulació al model inicial (Dove, 1837; Ferrel, 1882). A més, a les obres contemporànies de James Henry Coffin (1852), es van analitzar una quantitat substancial d'esdeveniments a l'hemisferi nord que van donar suport a les agregacions teòriques dels dos models de circulació cel·lular.
És en aquest període quan podem començar a notar una bifurcació en l'estudi del clima. D'una banda els naturalistes com Alexander von Humboldt s'estaven apropant a la climatologia d'una manera geogràfica, en canvi, les ciències exactes van començar a desenvolupar el marc científic que més endavant serà essencial per a l'estudi del clima.

### Concepte geogràfic del clima
Recordant la comprensió humboldtiana del clima i com els canvis en l'atmosfera que poden ser percebuts per l'ésser humà, és senzill pensar en una connexió estesa a qualsevol organisme viu. En aquest sentit, la botànica va ser una disciplina important que va ajudar a desenvolupar les idees climatològiques al segle xix (Landsberg, 1964). Inicialment es va desenvolupar un esquema de coberta vegetal en funció de la latitud, després, es van afegir elements climàtics més complexos ifins i tot descrits per primera vegada en estudis botànics, com els treballs de Joakim Frederik Schouw (1827), que tot i centrar-se en la botànica, és el primer que proposa la relació entre nivells del mar i la força elevada del vent durant el monsó. A més, descriu els treballs contemporanis sobre les relacions de la temperatura amb els anells del troncs dels arbres i afegeix altres variables importants per als estudis de classificació d'organismes com ara la continental, la marina i la de muntanya, enteses com a modificadors del clima latitudinal mitjà. Aquests estudis interessaven per la influència del clima en l'agricultura. Antoine Becquerel, que tot i reconèixer que “fins ara no hi ha hagut cap prova positiva que el bosc tingui cap influència real en el clima d'una gran finca o localitat” (Becquerel, 1853, pàg. VI) va fer un llibre convincent "Éléments de physique terrestre et de météorologie" que va estudiar aquesta relació causal.
Russell Thompson (1990) fa els primers estudis sobre els canvis climàtics als Estats Units relacionats amb les pertorbacions humanes als boscos. Matthias Heymann (2010) va afirmar que aquestes idees eren merament especulatives. Aquests estudis van donar lloc a diferents tipus d'idees errònies que fins i tot van generar pràctiques incorrectes en la gestió forestal (Naudts et al., 2016). El fet és que encara mancaven dades i una millor comprensió de la dinàmica climàtica.
Un altre eix vertebrador de la recollida i sistematització de dades climàtiques va ser la navegació i les contribucions dels homes de mar en el camp pràctic. Maury (1855) descriu que l'objectiu comú que unificava la navegació era el mapeig de rutes marítimes. L'interès va ser tan gran, que fins i tot es va crear una nova subdisciplina en geografia: la geografia física del mar, que es proposava per incloure la importància dels vents i dels corrents marins en la circulació atmosfèrica.
En l'àmbit geològic, van començar a sorgir diverses preguntes sobre els climes del passat. Al voltant del 1830, Johann von Charpentier va observar grans blocs de granit a la regió del Roine i va suggerir que podrien haver estat transportats per les glaceres […] Més tard, Jean Louis R. Agassiz i Joseph Bettannier (1840) "Études sur les glaciers" van fer un ampli estudi de la formació i la dinàmica de les glaceres, concretament als Alps, afirmant que la història natural i les observacions geològiques eren proves d'immenses oscil·lacions del clima.

### Enfocament físic del clima
El treball realitzat per Jean-Baptiste-Joseph Fourier en el camp de la temperatura terrestre al començament del segle xix es creu que és l'inici de la ciència del clima (Hulme, 2009; Fleming,1999). En la seva contribució més reconeguda en aquest camp, "Teorie analytique de la chaleur". Fourier va documentar les equacions que descriuen la dinàmica de la calor terrestre (Fourier, 1822). […] En una contribució més, va dir que “la interposició de l'aire modifica molt els efectes de la calor a la superfície del globus” (Fourier, 1824, pàg. 140), comparant l'atmosfera amb un hivernacle [sic]. No obstant, James Fleming (1999) en el seu article: “Joseph Fourier, l'efecte hivernacle i la recerca d'una teoria universal del temperament terrestre”, desmenteix una de les cites "incorrectes" que apareixen en la història, aclarint que Fourier mai havia fet una analogia d'hivernacle. Més tard, Samuel Pierpont Langley va calcular la temperatura que tindria la superfície de la Terra si no hi hagués aire, fent l'analogia amb l'experiència comuna de caminar per una muntanya, dient que "quan l'aire era completament absent, la temperatura de la Terra sota el Sol directe seria excessivament baixa” (Langley, 1884, pag 123).
Svante A. Arrhenius (1896) va calcular la inﬂuència del CO2 en el balanç energètic planetari. Anderson et al. (2016) assenyalen que va mantenir una estreta col·laboració amb el geòleg Arvid Högbom, que va estudiar el cicle del carboni especulant sobre la quantitat necessària de CO2 que s'havia d'afegir o eliminar per a aconseguir alts nivells de temperatura associats a les glaciacions teoritzades pels paleogeòlegs […] Dècades després, Guy S. Callendar (1938) va demostrar que aquest mecanisme funcionava, i va recollir dades globals de temperatures mitjanes i estimacions de la crema de combustible al món sencer, concloent que l'atmosfera s'escalfava a una velocitat de 0,003 Cº per any. Encara que es reconeix que la seva sèrie temporal podria haver estat afectada pel clima intern, variacions o forçament volcànic, destaca com una gran contribució en aquest camp.(Hawkins et al., 2013).
Paral·lelament també s'estudiava el clima des d'una perspectiva astronòmica, afegint a l'equació de les variacions climàtiques la relació de la posició de la Terra respecte del Sol. Molutin Milankovitch (1920), va desenvolupar els càlculs del cicle astronòmic.
L'atmosfera també va ser estudiada atenent la dinàmica de fluids per a la millor compensió de la circulació atmosfèrica i la dinàmica del clima. Primer es van realitzar una varietat d'experiments que utilitzaven plaques giratòries que contenien fluids que representaven l'atmosfera. Aquest tipus d'experiments van evolucionar de la ma de la teoria hidrodinàmica (Taylor, 1921) i van ser la principal eina per a la simulació atmosfèrica abans que existís la computació. Un concepte important desenvolupat dins d'aquest tipus d'estudis va ser la connexió entre circulació atmosfèrica i oceànica (Gregory, 1906), que mostra un dels primers enfocaments per a la comprensió integral de la climatologia.
A principis del segle xx, el físic Vilhem Bjerknes (1904) va descriure un conjunt d'equacions diferencials que representen les relacions físiques entre variables atmosfèriques. Aquest esquema revolucionari va servir de base per a la descripció dels processos físics i el desenvolupament de la meteorologia moderna (Gramelsberger, 2009; Thorpe et al., 2003).

### Evolució tecnològica
La revolució tecnològica i numèrica va incrementar el progrés cientific. Un dels principals líders en el camp climàtic era John von Neumann, que va començar a resoldre les equacions de la circulació atmosfèrica renovant les anteriors (Randall, 2000; Harper, 2012). Més tard, mentre augmentava la potència de l'ordinador, es van millorar els models de le circulació atmosfèrica […] Aquests models es coneixien com a Models Generals de Circulació i representen l'estat actual en la comprensió del sistema climàtic (Edwards,2011).

### Recerca i escalfament global
La comunitat científica va expressar una preocupació real per l'escalfament global per causes antròpiques i el canvi climàtic associat (Bolin et al., 2007). Així, l'any 1992 les Nacions Unides van aprovar la Convenció marc sobre el Canvi Climàtic (UNFCCC), que tenia com a objectiu l'estabilització de les concentracions de gasos d’efecte hivernacle a l’atmosfera a un nivell que previngués les perilloses interferències antropogèniques en el sistema climàtic. Dins la UNFCCC va sorgir la fundació IPCC, una entitat internacional formada per experts acadèmics de tot el món en temes de canvi climàtic. L'IPCC és una peça clau per a l'acció nacional (Bolin et al., 2007) i promou la interacció entre la comunitat científica centrant-se en la integració de la societat en general i dels polítics en particular.

## Escalfament global i el canvi climàtic
- Encara que els termes escalfament global i canvi climàtic sovint s'utilitzen indistintament, s'apliquen a diferents fenòmens. El canvi climàtic fa referència als canvis en la temperatura, la humitat, la pressió de l'aire, el vent, els núvols i els patrons de precipitació de la Terra al llarg del temps.
- L'escalfament global és un factor que contribueix al canvi climàtic i es refereix específicament a l'efecte dels gasos d'efecte hivernacle sobre la temperatura mitjana de la superfície de la Terra. Quan es parla de l'augment de la temperatura causat pels gasos d'efecte hivernacle, "escalfament global" és un terme acceptable. Tanmateix, el canvi climàtic és el terme més precís quan es descriuen altres canvis a llarg termini en els patrons meteorològics del planeta.
- El terme escalfament global va aparèixer per primera vegada a Science el 1975, en un article del geoquímic Wallace S. Broecker "Climatic Change: Are We on the Brink of a Pronounced Global Warming?". Els científics ja van començar a estudiar l'efecte dels gasos d'efecte hivernacle sobre el clima de la Terra més d'un segle abans (1820). Va ser durant aquest temps quan el científic francès Joseph Fourier va descobrir que l'atmosfera de la Terra reté la calor del Sol.
- A principis del 1900, l'astrofísic serbi Milutin Milankovitch també va identificar els efectes climàtics a llarg termini de les fluctuacions naturals a l'òrbita de la Terra, així com la inclinació i la precessió del seu eix. Des de llavors, els científics i els responsables polítics han treballat per entendre millor el funcionament de l'atmosfera i la manera de respondre als reptes creats pel canvi climàtic.[21]